# 비련 (1943년 영화)
비련(L'Eternel Retour, The Eternal Return)은 프랑스에서 제작된 장 들라누아 감독의 1943년 영화이다. 마들레인 솔로그네 등이 주연으로 출연하였다.

## 출연

### 주연
- 마들레인 솔로그네
- 장 마라이

### 조연
- 장 무랫
- 장 디드

## 제작진
- 미술: 조르쥬 왁헤비치